# 루겔린 산토스
루겔린 미겔 산토스 아키노(스페인어: Luguelín Miguel Santos Aquino, 1993년 11월 12일 ~ )는 도미니카 공화국의 육상 선수이다. 주 종목은 400m로 2012년 하계 올림픽에서 은메달을 획득했다. 2016년 하계 올림픽에서 도미니카 공화국 선수단의 기수를 맡았다.